# スカイキャプテン ワールド・オブ・トゥモロー
『スカイキャプテン ワールド・オブ・トゥモロー』（原題：Sky Captain and the World of Tomorrow）は、ジュード・ロウ主演の2004年製作のアメリカ映画。CGを多用したSFアドベンチャー娯楽大作。
ケリー・コンラン脚本・監督。プロデューサーにジュード・ロウ、サディ・フロスト、ジョン・アヴネット。衣装はステラ・マッカートニーが担当した。

## 概説
この映画は、ケリー・コンラン監督が家庭用のパソコンを使い、4年もの歳月を掛けて完成させた約6分間の短編映像をもとに制作された。多くの出演者たちが、この短編映像を見て出演を決めたという。本作の映像はすべて合成で作られたため、出演者は大道具が一切ないスタジオで、何もない空間に向かって演技しなければならなかった。

## ストーリー
舞台は1939年。超一流の飛行技術を持つカリスマ・パイロット「スカイキャプテン」ことジョー・サリヴァン（ジュード・ロウ）が、かつての恋人であった報道カメラマン、ポリー・パーキンス（グウィネス・パルトロー）らと共に、自律思考型ロボット軍団による世界同時多発テロ事件の首謀者である謎のドイツ人科学者トーテンコフが企てた恐るべき人類絶滅･地球浄化計画「明日の世界"World Of Tomorrow"」計画を阻止するため、戦いに挑む。

## キャスト
※括弧内は日本語吹替
- ジョー・サリヴァン / スカイキャプテン - ジュード・ロウ（咲野俊介）
- ポリー・パーキンス - グウィネス・パルトロー（渡辺美佐）
- フランキー・クック - アンジェリーナ・ジョリー（朴璐美）
- デックス - ジョバンニ・リビシ（佐久田修）
- ペイリー編集長 - マイケル・ガンボン（小林勝彦）
- 謎の女 - バイ・リン
- カジ - オミッド・ジャリリ（麦人）
- ジェニングス博士 - トレヴァー・バクスター（西川幾雄）
- ヴァーガス博士 - ジュリアン・カリー（千田光男）
- トーテンコフ博士 - ローレンス・オリヴィエ（アーカイブ出演）（青山穣）